# Robert Katz
Robert Katz (Nueva York, 27 de junio de 1933 – Pergine Valdarno, 20 de octubre de 2010) fue un periodista y escritor estadounidense.

## Biografía
Katz, nacido en Brooklyn, Nueva York, en 1933 y fue un escritor y periodista estadounidense, experto en periodismo de investigación. Colaboró con cadenas de televisión como ABC, CBS y, en Italia, con la RAI. Escritor de éxito, publicó numerosas investigaciones sobre la historia de Italia en el siglo XX, en especial durante la Segunda Guerra Mundial, además de varias novelas. 
Colaboró en los guiones de algunas películas, como Rappresaglia (1973), Cassandra Crossing (1976) y El caso Moro (1986).
Tras la publicación del libro Muerte en Roma, del que saldría el guion de la película Rappresaglia, Katz se vio envuelto en un pleito judicial. En el libro, Katz acusaba al papa Pío XII de haber conocido anticipadamente la masacre de las Fosas Ardeatinas y de no haber intervenido para bloquearla. Los herederos del papa lo acusaron de difamación y un Tribunal de Roma en primer grado emitió una sentencia condenatoria. En apelación, Katz fue absuelto en nombre de la libertad de crítica. La Corte de Casación en 1979 anuló la sentencia de absolución en cuanto el hecho contestado a Pio XII no era un hecho genérico pero un hecho bien preciso sobre el cual Katz no tenía pruebas circunstanciales. Las Corte de Apelación a la cual la Casación había rinviato la sentencia emitió una sentencia de condena, finalmente confirmada por la de Casación (Cass., 29 de septiembre de 1983, Katz, Cass. pen. 1984, 1404) que ribadì que las intuiciones históricas deben estar fundadas sobre accadimenti demostrados tan más estrictamente cuánto más de estas deriven juicios morales negativos sobre alguien.
Katz ha vivido para muchos años en el borgo de Pieve en Presciano, comuna de Pergine Valdarno, en la Toscana, donde falleció en 2010 a la edad de 77 años.

## Obras
- Morte a Roma. Il massacro delle Fosse Ardeatine (Death in Rome, 1967). Roma: Editori Riuniti. 1967. - VI ed. aggiornata, NET, 2004.
- Sabato nero. Il 16 ottobre 1943 oltre mille ebrei romani furono arrestati e deportati ad Auschwitz (Black Sabbath, 1969). Milano: Rizzoli. 1973.
- La fine dei Savoia. Roma: Editori riuniti. 1975.
- Cassandra Crossing. Milano: Rizzoli. 1977.
- I giorni dell'ira. Il caso Moro senza censure. Roma: Adn Kronos. 1982.
- R. Katz, Armenia Balducci, Giuseppe Ferrara (1987). Il caso Moro. Napoli: T. Pironti.
- Dossier Priebke. Anatomia di un processo. Milano: Rizzoli. 1997. ISBN 978-88-1784-503-8.
- Roma città aperta. Settembre 1943 - Giugno 1944 (The Battle for Rome). Milano: Il Saggiatore. 2003. ISBN 978-88-4281-122-0.